# Mario Pinedo
Mario Pinedo (9 d'abril de 1964) és un exfutbolista bolivià.

## Selecció de Bolívia
Va formar part de l'equip bolivià a la Copa del Món de 1994.